# اوبتسنیتسه
اوبتسنیتسه (به چکی: Obecnice) یک منطقهٔ مسکونی در جمهوری چک است که در ناحیه پریبرام واقع شده‌است.